# Jane Wolfe

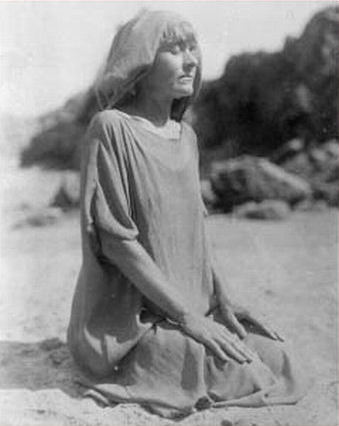
Jane Wolfe im Asana Der Drache auf Cefalù in Sizilien.

Jane Wolfe (* 21. März 1875 geboren als Sarah Jane Wolf in St. Petersburg, Pennsylvania; † 29. März 1958 in Gelandale) war eine US-amerikanische Schauspielerin und Thelemitin. Sie war Mitbegründerin der Agape Loge des Ordo Templi Orientis in Südkalifornien.

## Familie
Wolfe stammte aus einer Pennsylvania Dutch ab, eine Gruppe deutschsprachigen Einwanderer. Sie war das mittlere Kind, ihr älterer Bruder John wurde im Vorjahr und ihre Schwester Mary K. ein Jahr und einen Tag später geboren, im selben Jahr, in dem ihr Vater starb. John lebte viele Jahre in Montana, während Wolfe und Mary K. einen Großteil ihres Lebens eng miteinander verbunden waren. Als Wolfe acht Jahre alt war, lebte die Familie in McKnightstown, nur vier Meilen von der Farm ihres Großvaters Bill entfernt, zu dem sie eine enge Verbindung hatte. Im Alter von 19 Jahren besuchte Wolfe das Eastman Business College in Poughkeepsie, um sich auf stenografische Arbeiten vorzubereiten, und traf ihre erste Flamme, eine Spanierin aus Puerto Rico.

## Schauspielerische Karriere
Als junges Mädchen ging Wolfe nach New York City, um eine Karriere am Theater zu beginnen, wurde aber bald mit der Schauspielerei in der noch jungen Filmindustrie vertraut. Sie legte ihren Vornamen Sarah ab und nannte sich fortan Jane Wolfe. Ihr Filmdebüt feierte sie 1910 im Alter von 35 Jahren im Kalem Studios in A Lad from Old Ireland unter der Regie von Sidney Olcott. 1911 gehörte Wolfe zur Besetzung der Kalem Company in New York City, die in die neuen Produktionsstätten des Unternehmens in Hollywood umzog. Wolfe entwickelte sich zu einer der Hauptdarstellerinnen des Jahrzehnts und spielte in mehr als hundert Filmen mit. Bis etwa 1920 spielte Wolfe in mehr als neunzig Filmen mit, danach endete ihre Schauspielkarriere mit dem Umzug nach Cefalù, wo sie bei Crowley wohnte und Thelema und Magie studierte. Wolfe äußerte oft den Wunsch, in den folgenden Jahren einen Film über Magie und Thelema zu drehen. Nachdem sie 17 Jahre lang nicht auf der Leinwand aufgetreten war, hatte Jane Wolfe 1937 eine kleine Rolle in einem B-Film Western namens Under Strange Flags. Ab Mai 1937 lehrte Wolfe Dramatik und Sprechentwicklung bei einem Abendkurs in Pasadena. Ab 1938 war Wolfe Vorsitzende des Cultural Arts Program des Los Feliz Womens' Club, Vorsitzende der Drama Section des gleichen Clubs und Vorsitzende des Observers Club.

## Spiritismus und Thelema
Im Herbst 1913, als Wolfe in Hollywood arbeitete, wurde ihr das Buch Magic, Black and White von Franz Hartmann zum Lesen gegeben, welches der Beginn ihrer okkultistischen Interessen war.
Seit 1917 benutzte Wolfe ein Ouija-Brett. Sie schrieb einige ihrer größten spirituellen Mitteilungen dem Einsatz dieses Instruments zu. Im August 1917, als Wolfe das Ouija-Brett benutzte, nahm sie Kontakt mit einem Geist auf, der sich "Bab" nannte, und einem anderen, der "Gan" genannt wurde, einem Chinesen, welcher ihr bestimmte Botschaften gab und dann verschwand. Danach erschienen sie in anderen Geister, gaben Botschaften und nannten Wolfe "die Auserwählte". 1917 traf Wolfe eine Person namens L.V. Jefferson. Sie war ein Medium und hatte Kontakt zu einem Geist namens "Fee Wah". Mittels des automatischen Schreibens hielt sie Séance ab. Jefferson sagte Wolfe, sie würde sie gerne als Schülerin aufnehmen. Anfang 1918 probierte sie ihr eigenes automatisches Schreiben aus.

### Kontakt mit Aleister Crowley und Leben in der Abtei Thelema
Im Oktober 1918 bestellte Wolfe The Equinox, Vol. I, No. 1 und Book 4, beides Veröffentlichungen von Aleister Crowley. Sie versuchte sich in Pranayama für einige Zeit und hatte einen Yogalehrer für etwa drei Wochen, fand dies aber unbefriedigend. Anfang 1919 begann Wolfe eine Korrespondenz mit Crowley. Zwei Jahre später gab sie ihre Karriere in Hollywood auf, um sich Crowley in seiner Abtei Thelema in Cefalù, Sizilien, anzuschließen. Sie lebte dort von 1920 bis zur Schließung der Abtei 1923.
In Cefalù wurde Wolfe von Crowley unter dem magischen Namen Soror Estai in den Orden A∴A∴ aufgenommen. Sie praktizierte dort verschiedene Techniken wie Yoga, Dharana und Pranayama, über deren Übungen sie ein detailliertes Tagebuch führte, das später vom College of Thelema of Northern California als The Cefalu Diaries veröffentlicht wurde. Die Bewohner der Abtei verbrachten viele Stunden damit, die umliegenden Berge zu erklimmen, um sich zu erproben und zu meditieren. Wolfe arbeitete drei Jahre lang mit Crowleys Ausbildungssystem in Cefalù. Später arbeitete sie als persönliche Vertreterin von Crowley in London und Paris.

### Gründung der Agape Loge
Wolfe gilt als eine der wichtigsten weiblichen Persönlichkeit in der Magie, da sie neben ihrer Freundschaft und Arbeit mit Crowley an der Gründung der Agape Loge des Ordo Templi Orientis in Südkalifornien beteiligt und dort Logenmeisterin war. Am 6. Juni 1940 nahm Wolfe Phyllis Seckler als Schülerin auf und machte sie zur Probekandidatin des A∴A∴.

## Tod
Wolfe starb acht Tage nach ihrem 83. Geburtstag im März 1958.

## Filmografie (Auswahl)
- 1910: A Lad from Old Ireland (Kurzfilm)
- 1910: The Roses Of A Virgin (Kurzfilm)
- 1910: The Touch of a Child’s Hand (Kurzfilm)
- 1910: Her Indian Mother (Kurzfilm)
- 1911: The Heart of an Indian Mother (Kurzfilm)
- 1911: The Mexican Joan of Arc (Kurzfilm)
- 1911: The Wasp (Kurzfilm)
- 1911: On the Warpath (Kurzfilm)
- 1911: The Blackfoot Halfbreed (Kurzfilm)
- 1911: Norma from Norway (Kurzfilm)
- 1911: The Higher Toll (Kurzfilm)
- 1912: Mrs. Simms Serves on the Jury (Kurzfilm)
- 1912: A Princess of the Hills (Kurzfilm)
- 1912: The Alcalde’s Conspiracy (Kurzfilm)
- 1912: The Bell of Penance (Kurzfilm)
- 1912: Jean of the Jail (Kurzfilm)
- 1912: The Spanish Revolt of 1836 (Kurzfilm)
- 1912: The Secret of the Miser’s Cave (Kurzfilm)
- 1912: The Stolen Invention (Kurzfilm)
- 1912: The Gun Smugglers (Kurzfilm)
- 1912: The Bag of Gold (Kurzfilm)
- 1912: The Organ Grinder (Kurzfilm)
- 1912: The Suffragette Sheriff (Kurzfilm)
- 1912: Fantasca, the Gipsy (Kurzfilm)
- 1912: The Family Tyrant (Kurzfilm)
- 1912: Freed from Suspicion (Kurzfilm)
- 1912: The Wandering Musician (Kurzfilm)
- 1912: The Parasite (Kurzfilm)
- 1912: The Village Vixen (Kurzfilm)
- 1912: When Youth Meets Youth (Kurzfilm)
- 1912: Election Day in California (Kurzfilm)
- 1912: The Redskin Raider (Kurzfilm)
- 1912: The Plot That Failed (Kurzfilm)
- 1912: The Peril of the Cliffs (Kurzfilm)
- 1912: The Power of a Hymn (Kurzfilm)
- 1912: The Skinflint (Kurzfilm)
- 1912: The Flower Girl’s Romance (Kurzfilm)
- 1912: Red Wing and the Paleface (Kurzfilm)
- 1912: The Driver of the Deadwood Coach (Kurzfilm)
- 1912: The Mayor’s Crusade (Kurzfilm)
- 1912: The Two Runaways (Kurzfilm)
- 1913: The Usurer (Kurzfilm)
- 1913: Red Sweeney’s Mistake (Kurzfilm)
- 1913: The Pride of Angry Bear (Kurzfilm)
- 1913: The Last Blockhouse (Kurzfilm)
- 1913: The Buckskin Coat (Kurzfilm)
- 1913: The Redemption (Kurzfilm)
- 1913: The Mountain Witch (Kurzfilm)
- 1913: The Missing Bonds (Kurzfilm)
- 1913: The Attack at Rocky Pass (Kurzfilm)
- 1913: The Sacrifice (Kurzfilm)
- 1913: The California Oil Crooks (Kurzfilm)
- 1913: The Wayward Son (Kurzfilm)
- 1913: The Battle for Freedom (Kurzfilm)
- 1913: The Tragedy of Big Eagle Mine (Kurzfilm)
- 1913: The Fight at Grizzly Gulch (Kurzfilm)
- 1913: The Girl and the Gangster (Kurzfilm)
- 1913: The Invaders (Kurzfilm)
- 1913: Trooper Billy (Kurzfilm)
- 1913: A Daughter of the Underworld (Kurzfilm)
- 1913: Perils of the Sea (Kurzfilm)
- 1913: The Chinese Death Thorn (Kurzfilm)
- 1913: The Masquerader (Kurzfilm)
- 1914: The Boer War
- 1914: The Death Sign at High Noon (Kurzfilm)
- 1914: The Stolen Rembrandt (Kurzfilm)
- 1914: The Barrier of Ignorance (Kurzfilm)
- 1914: The Quicksands (Kurzfilm)
- 1914: Shannon of the Sixth
- 1914: The Rajah’s Vow (Kurzfilm)
- 1914: The Potter and the Clay (Kurzfilm)
- 1914: The Lost Mail Sack (Kurzfilm)
- 1914: The Invisible Power
- 1914: The Derelict (Kurzfilm)
- 1915: The Tragedy of Bear Mountain (Kurzfilm)
- 1915: The Black Sheep (Kurzfilm)
- 1915: The Wild Goose Chase (Kurzfilm)
- 1915: The Majesty of the Law
- 1915: The Case of Becky
- 1915: The Protest (Kurzfilm)
- 1915: Blackbirds
- 1915: Could a Man Do More? (Kurzfilm)
- 1915: The Immigrant
- 1916: Pudd’nhead Wilson (verschollen)
- 1916: The Blacklist
- 1916: The Race
- 1916: The Thousand–Dollar Husband (verschollen)
- 1916: The Selfish Woman (verschollen)
- 1916: Each Pearl a Tear
- 1916: The Lash
- 1916: Unprotected
- 1916: The Plow Girl (verschollen)
- 1917: On Record
- 1917: Those Without Sin
- 1917: Castles for Two
- 1917: Unconquered (verschollen)
- 1917: The Crystal Gazer (verschollen)
- 1917: On the Level (verschollen)
- 1917: Rebecca of Sunnybrook Farm
- 1917: The Call of the East
- 1917: The Fair Barbarian
- 1918: A Petticoat Pilot (verschollen)
- 1918: Mile–a–Minute Kendall (verschollen)
- 1918: The Bravest Way
- 1918: The Firefly of France (verschollen)
- 1918: Less Than Kin (verschollen)
- 1918: The Cruise of the Make-Believes (verschollen)
- 1918: The Girl Who Came Back
- 1919: Under the Top
- 1919: The Poor Boob (verschollen)
- 1919: The Woman Next Door
- 1919: An Innocent Adventuress (verschollen)
- 1919: Men, Women, and Money (verschollen)
- 1919: A Very Good Young Man (verschollen)
- 1919: The Grim Game
- 1920: The 13th Commandment
- 1920: The Six Best Cellars (verschollen)
- 1920: Irrwege einer Ehe (Why Change Your Wife?)
- 1920: Thou Art the Man
- 1920: The Round–Up
- 1920: Behold My Wife (verschollen)
- 1920: The Life of the Party
- 1937: Under Strange Flags